# Touloulou

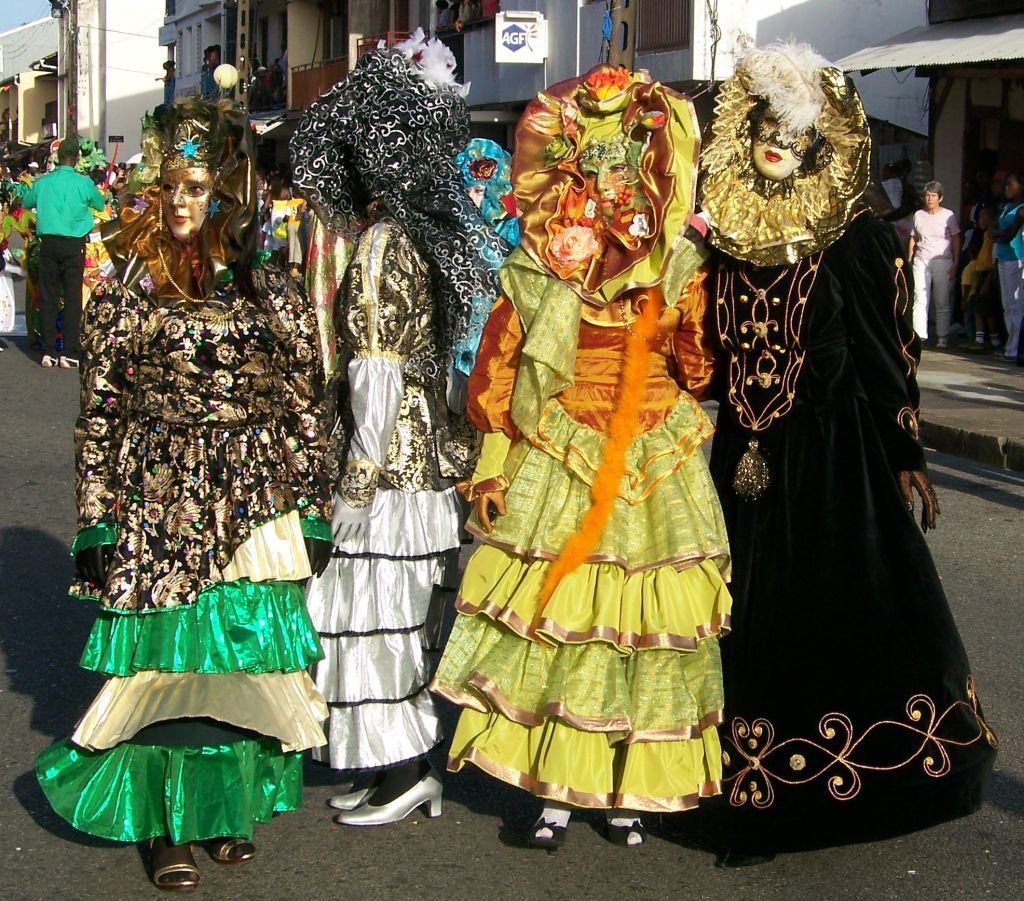
Touloulous nas ruas de Caiena em 2007.

O Touloulou é o mais famoso dos personagens típicos e a rainha do carnaval da Guiana Francesa.

## Origem
Essa típica cultura crioula da Guiana Francesa representa as mulheres de classe média dos séculos XVIII e XIX, em seu melhor de domingo, sempre vestidas da cabeça aos pés.

## Descrição

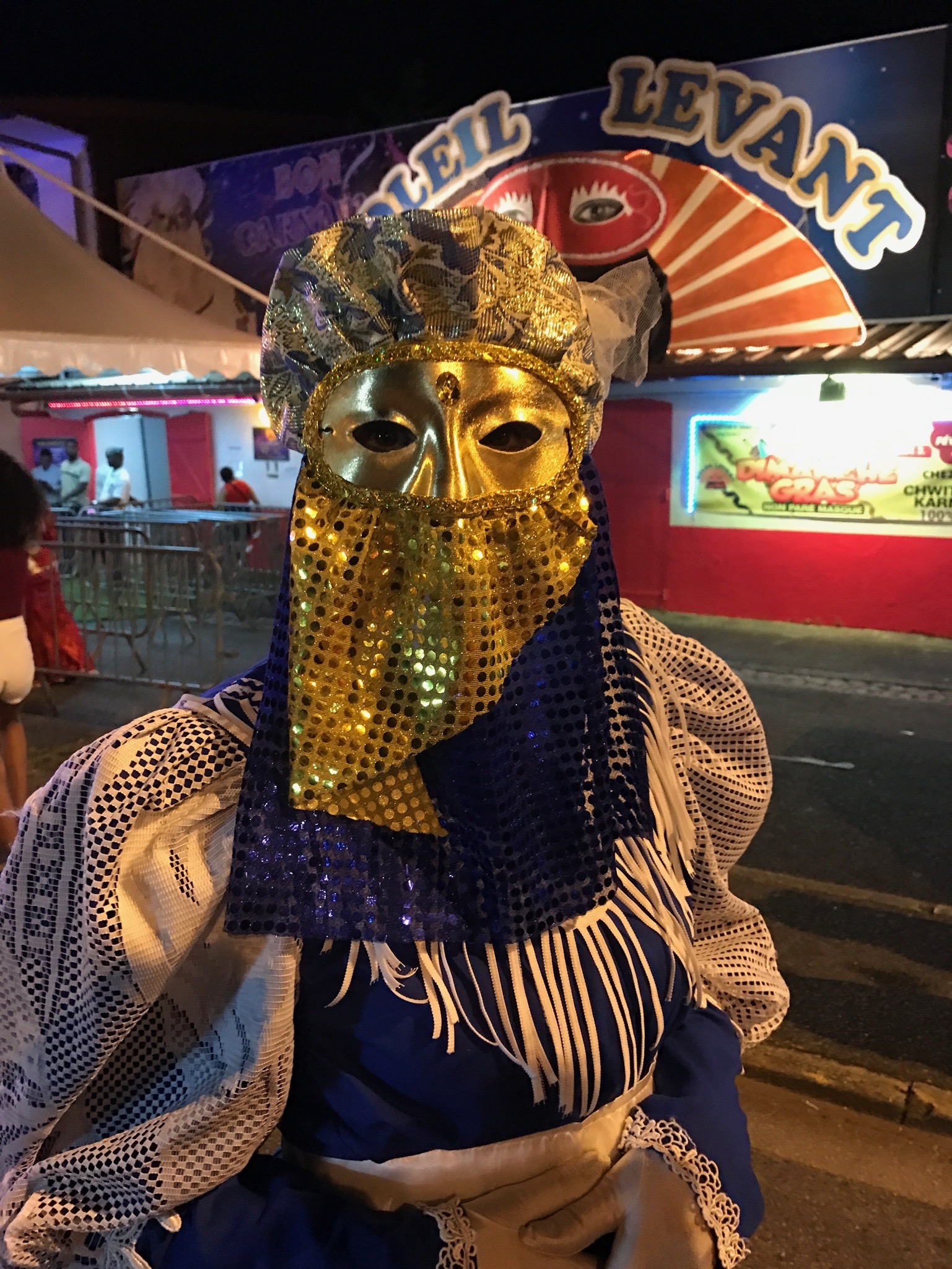
Touloulou em frente ao seu salão de dança, em Caiena.

O Touloulou é a rainha do carnaval. Ela é uma dama vestida elegantemente da cabeça aos pés. Estas são normalmente mulheres que não vêem uma onça de pele. Ela usa uma anágua, um capuz, um lobo e luvas compridas. Para evitar ser reconhecida, as mulheres vão tão longe a ponto de colocar lentes coloridas, perucas e camuflar suas vozes. Eles não usam seu perfume habitual, compram pares de sapatos para a ocasião que eles não vão colocar de volta e não se movem com seu veículo para permanecer anônimo. Eles desfilam na rua e participam de bailes de máscaras.
Há também um traje masculino chamado Tololo.
Em boates, às vezes renomeadas como "universidades", é o touloulous que convida os homens a dançar. Eles não podem recusar.

## Galeria

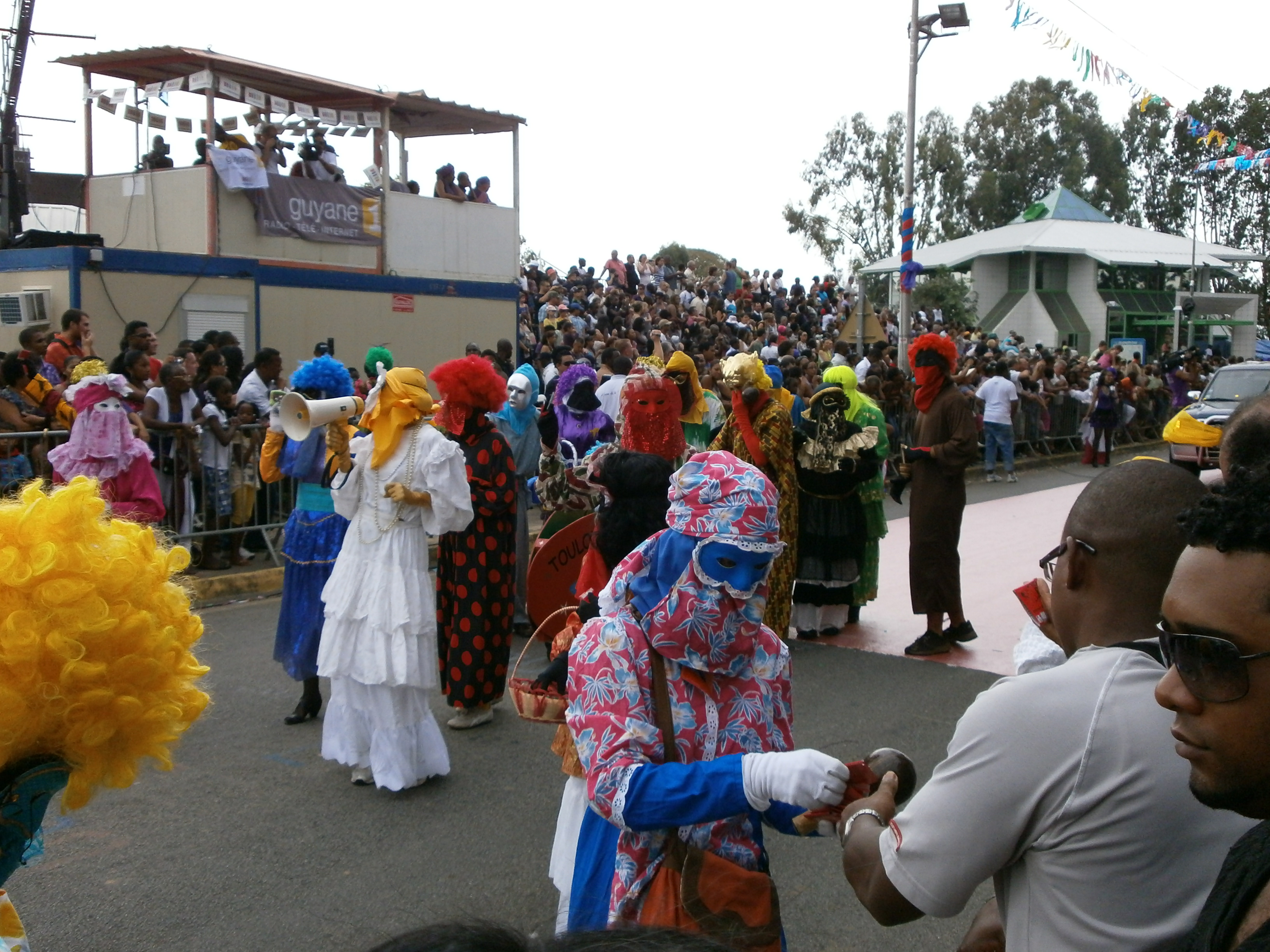
Desfile de Touloulous durante o desfile de Kourou.
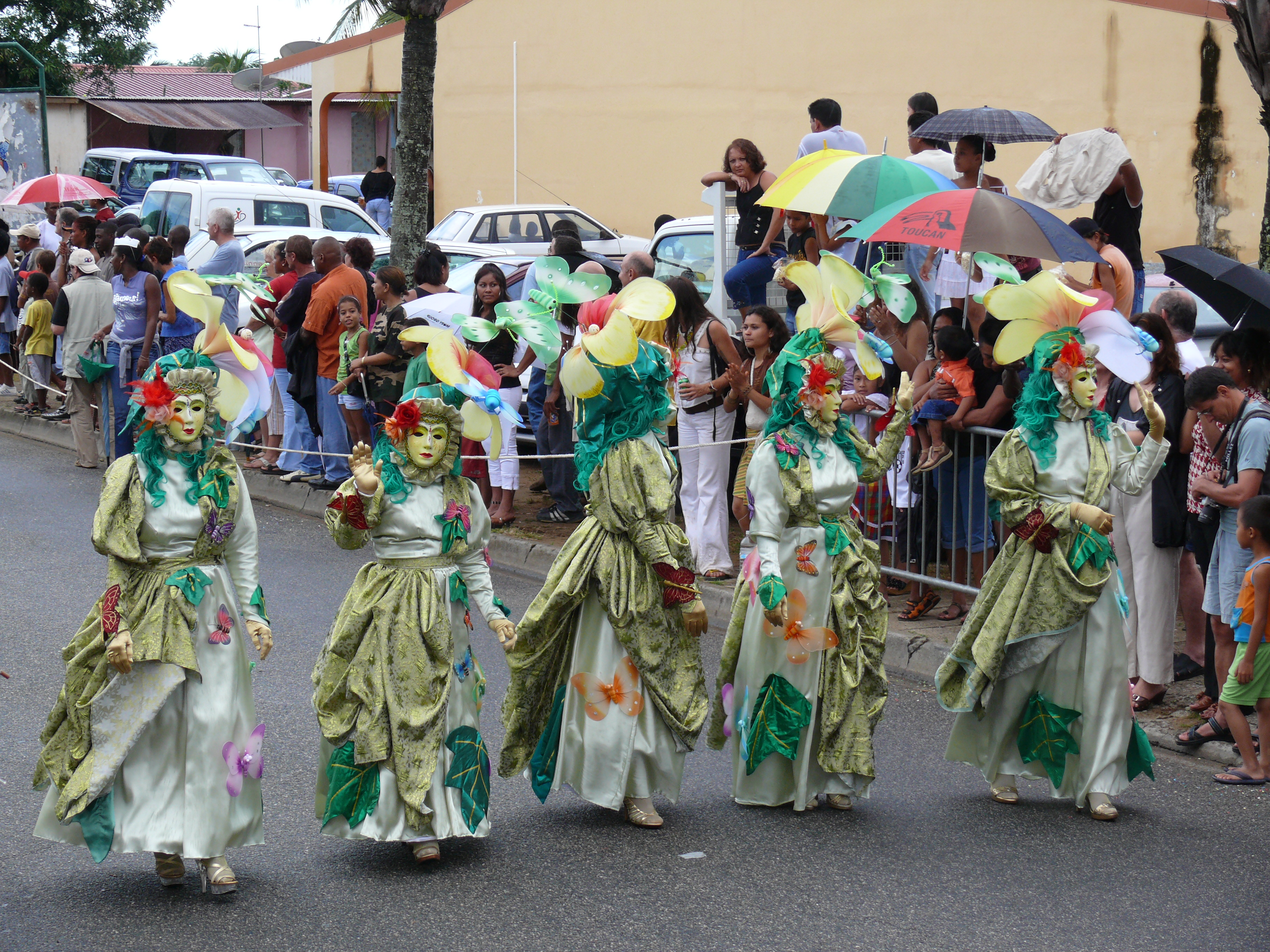
Touloulous no desfile de Kourou 2007.
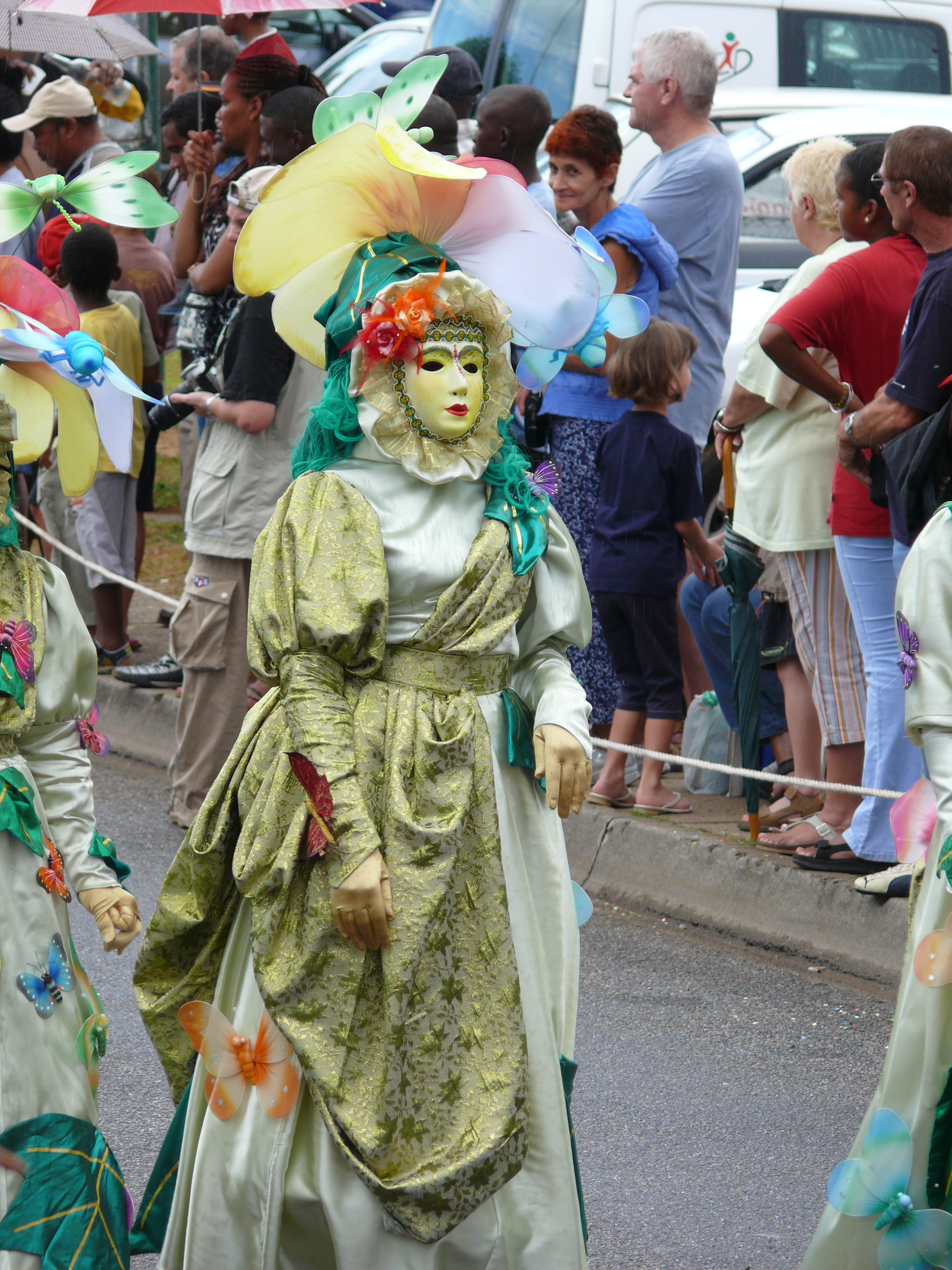
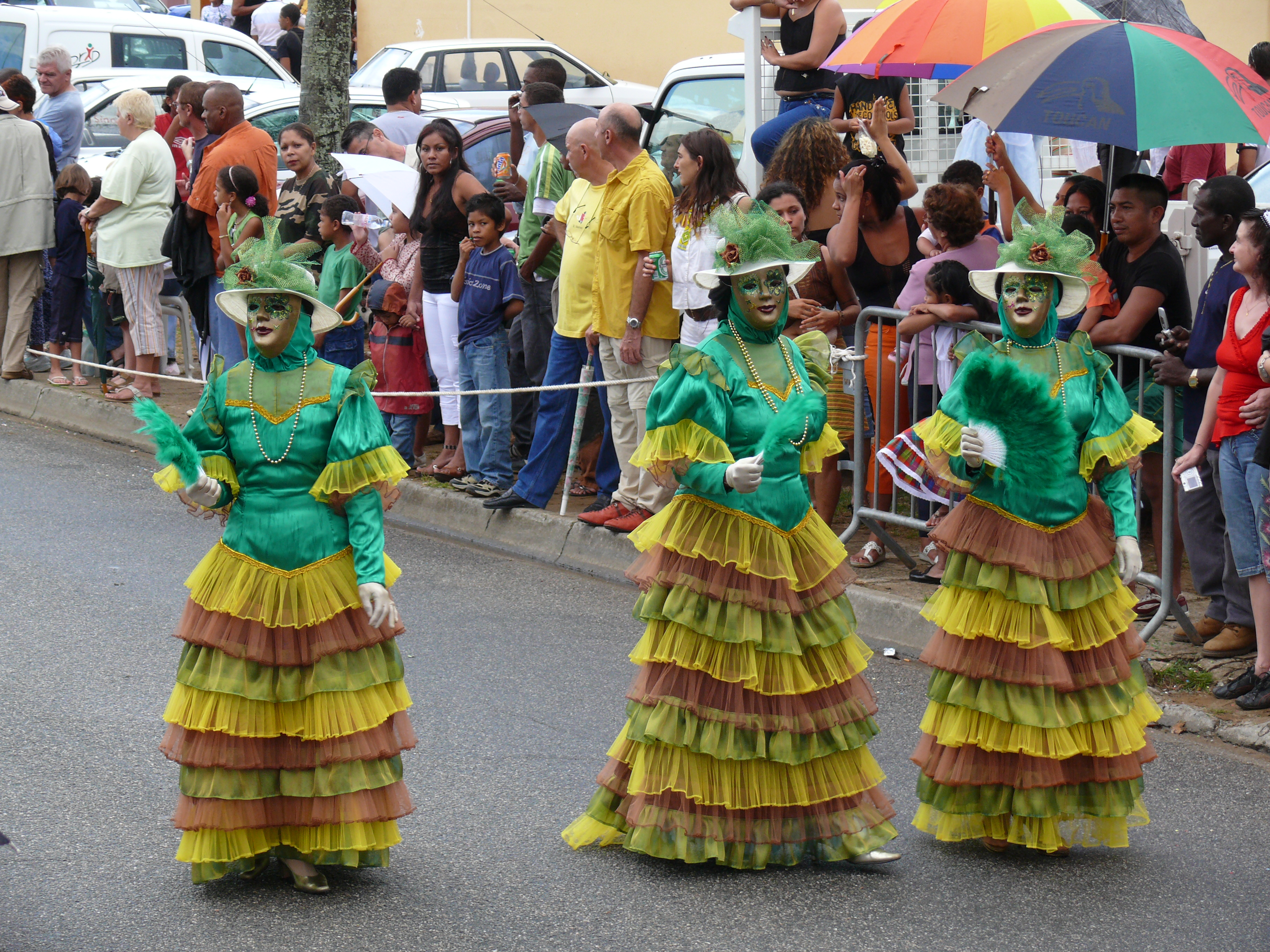
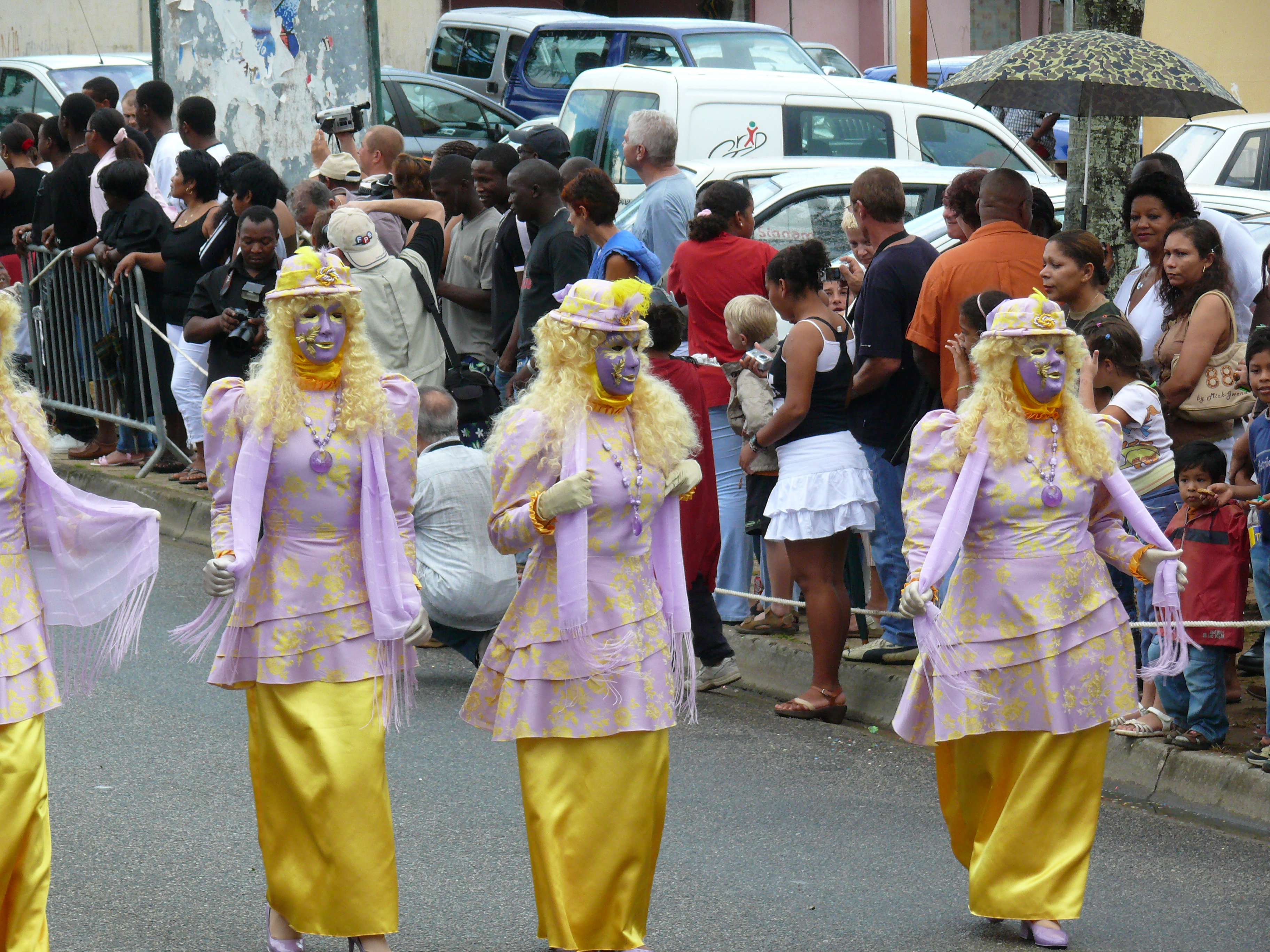